# Haltepunkt Halle-Rosengarten

Der Haltepunkt Halle-Rosengarten liegt im Ortsteil Damaschkestraße im Süden der Stadt. Er besitzt einen Bahnsteig an der Bahnstrecke Halle–Hann. Münden, der von der S-Bahn Mitteldeutschland bedient wird. Am Bahnhof bestehen Umsteigemöglichkeiten zu den Straßenbahnen der HAVAG.

## Verkehrsanbindung
Seit dem Fahrplanjahr 2022 wird der Haltepunkt von den S-Bahn-Linien S 3 Halle-Nietleben–Wurzen, in der Hauptverkehrszeit weiter bis Oschatz, und S 7 Halle (Saale) Hbf–Lutherstadt Eisleben, bei der einzelne Züge weiter bis Sangerhausen fahren, bedient. Bis 2021 wurde die Linie zwischen Halle (Saale) und Lutherstadt Eisleben als RB 75 bezeichnet, bei der im Zwei-Stunden-Takt ausschließlich die Züge in Fahrtrichtung Lutherstadt Eisleben in Halle-Silberhöhe hielten. Aufgrund der Bauarbeiten im Rahmen des Verkehrsprojektes Deutsche Einheit Nr. 8 zwischen Halle-Rosengarten und Teutschenthal-Angersdorf war der Verkehr vom 14. Januar bis zum 11. Dezember 2021 ausgesetzt.
| Linie | Linienverlauf | Takt (min)                                  | EVU             |
| ----- | --- | ------------------------------------------- | --------------- |
| S 3   | Halle-Nietleben – Halle-Rosengarten – Halle (Saale) Hbf – Schkeuditz – Leipzig Hbf – Leipzig-Stötteritz – Wurzen (– Oschatz) | 30 (Halle-Nietleben–Wurzen)                 | DB Regio Südost |
| S 7   | Halle (Saale) Hbf – Halle-Rosengarten – Teutschenthal – Röblingen am See – Lutherstadt Eisleben (– Sangerhausen)             | 60 (Halle (Saale) Hbf–Lutherstadt Eisleben) | Abellio         |

Am Bahnhofsausgang befindet sich die HAVAG-Haltestelle S-Bahnhof Rosengarten der Straßenbahnlinie 5. Diese verkehrt zwischen Kröllwitz und Ammendorf.